# غوداوتا
غوداوتا هي بلدة تقع في أبخازيا.تقع المدينة على البحر الأسود وعلى بعد 37 كم شمال غرب سوخومي عاصمة أبخازيا.
يبلغ عدد سكان غوداوتا 7700 نسمة (اعتبارًا من عام 2003) وتضم قاعدة عسكرية لقوات حفظ السلام التابعة لرابطة الدول المستقلة (CISPKR) في أبخازيا.

## الجغرافيا والمناخ
غوداوتا محاطة من الشمال والشمال الشرقي بسلسلة جبال عالية من منطقة القوقاز الكبرى، والتي تكون مغطاة بالثلج لمدة سبعة أشهر تقريبًا في السنة.
المناخ شبه استوائي، الصيف شديد الحرارة بمتوسط درجات حرارة 24 درجة مئوية في يوليو يتبعه شتاء معتدل البرودة بمتوسط درجة حرارة 6 درجات مئوية في يناير. هطول الأمطار السنوي 1460 ملم، يكون الجو عاصفاً ثمانية أيام فقط في السنة، وخاصة في الربيع.

## السياحة
يوجد في المدينة فندق ودور استراحة ومنازل داخلية ومصحة وعيادة سبا. يتم علاج أمراض الجهاز التنفسي والجهاز القلبي الوعائي والتمثيل الغذائي. وفوق كل هذا، تتوفر حمامات الهواء والشمس والبحر.

## التاريخ
استقر الصيادون والمزارعون في المنطقة منذ العصر الحجري الحديث، نشأت المدينة في نهاية القرن التاسع عشر، إذ صارت منتجعًا صحيًا منذ عام 1926.
توجد بالقرب من غوداوتا كاتدرائية الصعود والتي بنيت بين القرنين الثامن والتاسع.

## أبناء المدينة وبناتها
سيرجي شامبا (مواليد 1951)، سياسي.
رومان تشاجبا (مواليد 1964)، لاعب كرة قدم.
أشريك زويبة (مواليد 1966)، لاعب كرة قدم.
دينيس زارغوش (مواليد 1987)، مصارع.